# Đồng Xuân
Đồng Xuân là một huyện miền núi nằm ở phía tây bắc tỉnh Phú Yên, Việt Nam.

## Địa lý
Huyện Đồng Xuân nằm ở phía tây bắc của tỉnh Phú Yên, cách thành phố Tuy Hòa khoảng 45 km, có vị trí địa lý:
- Phía đông giáp thị xã Sông Cầu và huyện Tuy An
- Phía tây giáp huyện Ia Pa và huyện Krông Pa thuộc tỉnh Gia Lai
- Phía nam giáp huyện Sơn Hòa
- Phía bắc giáp huyện Vân Canh, tỉnh Bình Định và huyện Kông Chro, tỉnh Gia Lai.

Huyện Đồng Xuân có diện tích tự nhiên là 1.065,08 km², là huyện có diện tích lớn nhất tỉnh Phú Yên. Dân số của huyện là 65.300 người, mật độ dân số đạt 61 người/km².
Địa hình Đồng Xuân tương đối phức tạp, thấp dần từ tây sang đông với nhiều dãy núi và ngọn núi cao như Chư Hrem(1.238 m) Rung Gia (1.108 m), La Hiên (1.020 m)...Trên địa bàn huyện có các con sông Kỳ Lộ, sông Cô, Trà Bương chảy qua và các suối nước khoáng nóng Trà Ô, Triêm Đức, Cây Vừng ở xã Phú Mỡ.

## Hành chính
Huyện Đồng Xuân có 11 đơn vị hành chính cấp xã trực thuộc, bao gồm thị trấn La Hai (huyện lỵ) và 10 xã: Đa Lộc, Phú Mỡ, Xuân Lãnh, Xuân Long, Xuân Phước, Xuân Quang 1, Xuân Quang 2, Xuân Quang 3, Xuân Sơn Nam, Xuân Sơn Bắc.

## Lịch sử
Huyện Đồng Xuân được thành lập từ năm 1611, cùng với huyện Tuy Hòa là 2 huyện đầu tiên của phủ Phú Yên. Cho đến năm 1954, huyện Đồng Xuân còn bao gồm cả địa bàn thị xã Sông Cầu ngày nay.
Năm 1957, chính quyền Sài Gòn thành lập quận Sông Cầu tách ra từ quận Đồng Xuân.
Sau năm 1975, quận Đồng Xuân sáp nhập với quận Sông Cầu thành huyện Đồng Xuân, tỉnh Phú Khánh. Huyện Đồng Xuân gồm 1 thị trấn,9 xã : Thị trấn Sông Cầu ,Xuân Cảnh, Xuân Lãnh, Xuân Lộc, Xuân Long, Xuân Phước, Xuân Quang, Xuân Sơn, Xuân Thịnh, Xuân Thọ
Ngày 10 tháng 3 năm 1977, huyện Đồng Xuân lại sáp nhập với huyện Tuy An và 4 xã: Sơn Long, Sơn Xuân, Sơn Định, Phú Mỡ của huyện Tây Sơn thành huyện Xuân An.
Tuy nhiên, đến ngày 22 tháng 9 năm 1978, huyện Xuân An chia lại thành 2 huyện: Tuy An và Đồng Xuân, đồng thời trả 3 xã: Sơn Định, Sơn Long và Sơn Xuân về huyện Tây Sơn (nay là hai huyện Sơn Hòa và Sông Hinh).
Khi mới tách ra, huyện Đồng Xuân bao gồm 10 xã: Phú Mỡ, Xuân Cảnh, Xuân Lãnh, Xuân Lộc, Xuân Long, Xuân Phước, Xuân Quang, Xuân Sơn, Xuân Thịnh, Xuân Thọ và thị trấn Sông Cầu.
Ngày 2 tháng 3 năm 1979, thành lập xã Đa Lộc ở vùng kinh tế mới thuộc huyện Đồng Xuân.
Ngày 30 tháng 9 năm 1981, Hội đồng bộ trưởng ban hành quyết định số 100-HĐBT. Theo đó: 
- Chia xã Xuân Lộc thành 3 xã: Xuân Lộc, Xuân Bình và Xuân Hải
- Chia xã Xuân Cảnh thành 2 xã: Xuân Cảnh và Xuân Hòa
- Chia xã Xuân Thọ thành 2 xã: Xuân Thọ 1 và Xuân Thọ 2
- Chia xã Xuân Sơn thành 2 xã: Xuân Sơn Bắc và Xuân Sơn Nam
- Chia xã Xuân Quang thành 3 xã: Xuân Quang 1, Xuân Quang 2 và Xuân Quang 3
- Thành lập xã Xuân Phương gồm có các thôn Lê Uyên, Trung Trinh của thị trấn Sông Cầu và các thôn Dân Phú 1, Dân Phú 2, Phú Mỹ của xã Xuân Thịnh.

Từ đó, huyện Đồng Xuân bao gồm 19 xã: Đa Lộc, Phú Mỡ, Xuân Bình, Xuân Cảnh, Xuân Hải, Xuân Hòa, Xuân Lãnh, Xuân Lộc, Xuân Long, Xuân Phước, Xuân Phương, Xuân Quang 1, Xuân Quang 2, Xuân Quang 3, Xuân Sơn Bắc, Xuân Sơn Nam, Xuân Thịnh, Xuân Thọ 1, Xuân Thọ 2 và thị trấn Sông Cầu.
Ngày 27 tháng 6 năm 1985, Hội đồng bộ trưởng ban hành quyết định chia huyện Đồng Xuân thành 2 huyện: Đồng Xuân và Sông Cầu như ngày nay. Huyện Đồng Xuân khi đó bao gồm 10 xã: Đa Lộc, Phú Mỡ, Xuân Lãnh, Xuân Long, Xuân Phước, Xuân Quang 1, Xuân Quang 2, Xuân Quang 3, Xuân Sơn Bắc và Xuân Sơn Nam.
Ngày 15 tháng 4 năm 1986, chia xã Xuân Long thành 2 đơn vị hành chính: xã Xuân Long và thị trấn La Hai (thị trấn huyện lỵ huyện Đồng Xuân).
Ngày 30 tháng 6 năm 1989, tỉnh Phú Yên được tái lập từ tỉnh Phú Khánh, huyện Đồng Xuân thuộc tỉnh Phú Yên, bao gồm 1 thị trấn và 10 xã, giữ ổn định cho đến nay.
Về mặt lịch sử, tên gọi Đồng Xuân xuất hiện ở Phú Yên từ rất sớm cùng với việc thành lập phủ Phú Yên. Sang thế kỷ 18, vùng đất Đồng Xuân là nơi diễn ra những trận đánh giữa nhà Tây Sơn và nhà Nguyễn nhằm giành quyền quản lý vùng đất này. Cuối thế kỷ 19, tại vùng Bầu Bèn, Suối Ché đã diễn ra một cuộc đấu tranh của người King-Thượng chống lại thực dân Pháp ki xâu nộp thuế. Nơi đây cũng là căn cứ địa của các cuộc khởi nghĩa do Nguyễn Hào Sự (Bá Sự) và Võ Trứ lãnh đạo. Sau khi người anh hùng ái quốc Lê Thành Phương - lãnh đạo phong trào Cần Vương bị địch bắt và giết hại, Nguyễn Hào Sự là một lãnh tụ của phong trào Cần Vương vẫn tiếp tục lãnh đạo nhân dân đánh Pháp, đến năm 1892 ông bị Pháp bắt và xử chém tại xã An Dân, Tuy An. Sau khi phong trào Cần Vương thất bại, phong trào chống Pháp ở Phú Yên lại bùng lên vào năm 1892 dưới sự lãnh đạo của Võ Trứ và Trần Cao Vân ở Đồng Xuân. Tại đây hai ông đã tập hợp lực lượng dưới lá cờ "Minh Trai chủ tể" tổ chức tấn công tỉnh lỵ Phú Yên là Sông Cầu. Mặc dù cuộc khởi nghĩa thất bại, Võ Trứ đã bị quân địch chém đầu ở cầu Tam Giang, nhưng tấm gương yêu nước của ông cũng làm cho quân địch cũng phải kiêng nể.
Ngày 5 tháng 10 năm 1930 tại thôn Đồng Bé, xã Xuân Long chi bộ Đảng cộng sản đầu tiên của Phú Yên được thành lập và đến tháng 1 năm 1931 Tỉnh ủy lâm thời của Phú Yên được thành lập tại La Hai. Trong kháng chiến chống thực dân Pháp, quân và dân huyện Đồng Xuân đã phối hợp với các đơn vị bạn tham gia đánh địch nhiều trận thắng lợi, góp phần đập tan chiến dịch Atlante của địch. Trong kháng chiến chống Mỹ, Đồng Xuân đã lập nhiều chiến công vang dội, làm phá sản nhiều âm mưu chiến dịch của địch như: Đánh bại chiến dịch Hải Yến của địch (năm 1952), tập kích vào trung tâm biệt kích Đồng Tre, tiền đồn Xuân Phước...Trong chiến tranh bảo vệ Tổ quốc huyện Đồng Xuân được phong tặng danh hiệu Anh hùng lực lượng vũ trang nhân dân.
Đồng Xuân là một trong những địa phương của Phú Yên có phong trào đấu tranh chống ngoại xâm vẻ vang nhất. Hiện nay trên địa bàn Đồng Xuân vẫn còn lưu giữ nhiều dấu tích của phong trào Cần Vương, như căn cứ chống Pháp của ông Nguyễn Hào Sự ở núi Thạch Long Cương (hòn Ông) xã Phú Mỡ, hang Võ Trứ ở xã Xuân Lãnh. Dấu tích về việc thành lập tổ chức Đảng cộng sản ở Phú Yên là ngôi nhà của đồng chí Phan Lưu Thanh, nơi đã tổ chức hội nghị toàn thể đảng viên, tuyên bố thành lập chi bộ Đảng cộng sản đầu tiên của Phú Yên ngày 5 tháng 10 năm 1930. Tại hội nghị này đồng chí Phan Lưu Thanh được cử làm Bí thư chi bộ.

## Du lịch
Là một huyện miền núi, có nhiều núi cao với địa hình hiểm trở nên cảnh quan du lịch ở Đồng Xuân không nhiều. Phong cảnh thơ mộng nhất ở Đồng Xuân là hồ chứa nước Phú Xuân nằm ở xã Xuân Phước cách thị trấn La Hai khoảng 10 km về phía nam. Ngoài ra cảnh đẹp ở Đồng Xuân thường nằm dọc theo các con sông Kỳ Lộ và sông Trà Bương. Cũng chính vì vậy nên các câu chuyện huyền thoại và truyền thuyết của Đồng Xuân thường có liên quan đến các ngọn núi và các con sông.